# Lista över kyrkliga kulturminnen i Blekinge län
Förteckning över kyrkliga kulturminnen i Blekinge län.

## Karlshamns kommun
| Namn                             | Ursprunglig funktion                             | Byggår | Arkitekt | Plats | Läge               | Anläggnings-ID | Bild                                                                      |
| -------------------------------- | ------------------------------------------------ | ------ | -------- | ----- | ------------------ | -------------- | ------------------------------------------------------------------------- |
| Asarums kyrka (Asarum 1:2)       | Kyrka med begravningsplats (1 byggnad)           |        |          |       | 56.20576, 14.83364 |                | Se fler bilder av denna byggnad · Ladda upp en till bild av denna byggnad |
| Carl Gustafs kyrka (Lund *1)     | Kyrka med begravningsplats (1 byggnad)           |        |          |       | 56.17144, 14.86220 |                | Se fler bilder av denna byggnad · Ladda upp en till bild av denna byggnad |
| Elleholms kyrka (Elleholm 43:1)  | Kyrka (1 byggnad)                                |        |          |       | 56.16294, 14.75073 |                | Se fler bilder av denna byggnad · Ladda upp en till bild av denna byggnad |
| Hällaryds kyrka (Hällaryd 4:1)   | Kyrka med begravningsplats (1 byggnad)           |        |          |       | 56.20641, 14.94749 |                | Se fler bilder av denna byggnad · Ladda upp en till bild av denna byggnad |
| Mörrums kyrka (Hästaryd 5:2)     | Kyrka med begravningsplats (1 byggnad)           |        |          |       | 56.19339, 14.75032 |                | Se fler bilder av denna byggnad · Ladda upp en till bild av denna byggnad |
| Ringamåla kyrka (Långeboda 1:26) | Kyrka med begravningsplats (1 byggnad)           |        |          |       | 56.33472, 14.79840 |                | Se fler bilder av denna byggnad · Ladda upp en till bild av denna byggnad |
| Svängsta kyrka (Marieberg 1:58)  | Kyrka sammanbyggd med församlingshem (1 byggnad) |        |          |       | 56.25858, 14.77421 |                | Se fler bilder av denna byggnad · Ladda upp en till bild av denna byggnad |
| Åryds kyrka (Åryd 4:1)           | Kyrka med begravningsplats (1 byggnad)           |        |          |       | 56.20739, 15.00904 |                | Se fler bilder av denna byggnad · Ladda upp en till bild av denna byggnad |

## Karlskrona kommun
| Namn                                                                 | Ursprunglig funktion                                    | Byggår | Arkitekt | Plats | Läge               | Anläggnings-ID | Bild                                    |
| -------------------------------------------------------------------- | ------------------------------------------------------- | ------ | -------- | ----- | ------------------ | -------------- | --------------------------------------- |
| Aspö kyrka (Aspö 1:55)                                               | Kyrka med begravningsplats (1 byggnad)                  |        |          |       | 56.11393, 15.51820 |                | Ladda upp en till bild av denna byggnad |
| Augerums kyrka (Augerum 13:22)                                       | Kyrka med begravningsplats (1 byggnad)                  |        |          |       | 56.21655, 15.67547 |                | Ladda upp en till bild av denna byggnad |
| Avaskärs kapell (Möllehall 1:11)                                     | Gravkapell med begravningsplats (1 byggnad)             |        |          |       | 56.26324, 16.03583 |                | Ladda upp en till bild av denna byggnad |
| Flymens kyrka (Fjärdsjömåla 1:48)                                    | Kyrka med begravningsplats (1 byggnad)                  |        |          |       | 56.33788, 15.74009 |                | Ladda upp en till bild av denna byggnad |
| Fredrikskyrkan (Karlskrona 4:43)                                     | Kyrka utan kyrkotomt eller begravningsplats (1 byggnad) |        |          |       | 56.15867, 15.58570 |                | Ladda upp en till bild av denna byggnad |
| Fridlevstads kyrka (Fridlevstad 6:10)                                | Kyrka med begravningsplats (1 byggnad)                  |        |          |       | 56.26941, 15.53868 |                | Ladda upp en till bild av denna byggnad |
| Hasslö kyrka (Hasslö 4:258)                                          | Kyrka med begravningsplats (1 byggnad)                  |        |          |       | 56.11880, 15.48082 |                | Ladda upp en till bild av denna byggnad |
| Jämjö kyrka (Jämjö kyrka 1:1)                                        | Kyrka med begravningsplats (1 byggnad)                  |        |          |       | 56.19212, 15.83183 |                | Ladda upp en till bild av denna byggnad |
| Kristianopels kyrka (Kristianopel 10:45; Heliga Trefaldighets kyrka) | Kyrka med begravningsplats (1 byggnad)                  |        |          |       | 56.25651, 16.04236 |                | Ladda upp en till bild av denna byggnad |
| Kungsmarkskyrkan (Karlskrona 6:45)                                   | Kyrka sammanbyggd med församlingshem (1 byggnad)        |        |          |       | 56.19572, 15.61940 |                | Ladda upp en till bild av denna byggnad |
| Lösens kyrka (Lösen 7:2)                                             | Kyrka med begravningsplats (1 byggnad)                  |        |          |       | 56.19698, 15.68842 |                | Ladda upp en till bild av denna byggnad |
| Nättraby kyrka (Nättraby 5:26)                                       | Kyrka med begravningsplats (1 byggnad)                  |        |          |       | 56.20086, 15.53729 |                | Ladda upp en till bild av denna byggnad |
| Ramdala kyrka (Ramdala 34:1)                                         | Kyrka med begravningsplats (1 byggnad)                  |        |          |       | 56.18034, 15.76775 |                | Ladda upp en till bild av denna byggnad |
| Rödeby kyrka (Östra Rödeby 3:1)                                      | Kyrka med begravningsplats (1 byggnad)                  |        |          |       | 56.26239, 15.62079 |                | Ladda upp en till bild av denna byggnad |
| Saleboda kapell (Saleboda 1:101)                                     | Kapell med begravningsplats (1 byggnad)                 |        |          |       | 56.47873, 15.57316 |                | Ladda upp en till bild av denna byggnad |
| Sillhövda kyrka (Bakareboda 1:108)                                   | Kyrka med begravningsplats (1 byggnad)                  |        |          |       | 56.40978, 15.54291 |                | Ladda upp en till bild av denna byggnad |
| Sturkö kyrka (Uttorp S:5)                                            | Kyrka med begravningsplats (1 byggnad)                  |        |          |       | 56.08847, 15.69589 |                | Ladda upp en till bild av denna byggnad |
| Tjurkö kyrka (Tjurkö 1:21)                                           | Kyrka med begravningsplats (1 byggnad)                  |        |          |       | 56.11687, 15.61533 |                | Ladda upp en till bild av denna byggnad |
| Torhamns kyrka (Torhamn 5:30)                                        | Kyrka med begravningsplats (1 byggnad)                  |        |          |       | 56.09524, 15.83300 |                | Ladda upp en till bild av denna byggnad |
| Trefaldighetskyrkan (Bonde *11)                                      | Kyrka med begravningsplats (1 byggnad)                  |        |          |       | 56.16061, 15.58599 |                | Ladda upp en till bild av denna byggnad |
| Tvings kyrka (Tving 4:8)                                             | Kyrka med begravningsplats (1 byggnad)                  |        |          |       | 56.30913, 15.46579 |                | Ladda upp en till bild av denna byggnad |

## Olofströms kommun
| Namn                            | Ursprunglig funktion                             | Byggår | Arkitekt | Plats | Läge               | Anläggnings-ID | Bild                                    |
| ------------------------------- | ------------------------------------------------ | ------ | -------- | ----- | ------------------ | -------------- | --------------------------------------- |
| Jämshögs kyrka (Jämshög 10:2)   | Kyrka med begravningsplats (1 byggnad)           |        |          |       | 56.23945, 14.53333 |                | Ladda upp en till bild av denna byggnad |
| Kyrkhults kyrka (Kyrkhult 3:1)  | Kyrka med begravningsplats (1 byggnad)           |        |          |       | 56.35552, 14.58856 |                | Ladda upp en till bild av denna byggnad |
| Olofströms kyrka (Holje 160:54) | Kyrka sammanbyggd med församlingshem (1 byggnad) |        |          |       | 56.27598, 14.52259 |                | Ladda upp en till bild av denna byggnad |

## Ronneby kommun
| Namn                                     | Ursprunglig funktion                   | Byggår | Arkitekt | Plats | Läge               | Anläggnings-ID | Bild                                    |
| ---------------------------------------- | -------------------------------------- | ------ | -------- | ----- | ------------------ | -------------- | --------------------------------------- |
| Backaryds kyrka (Backaryd 1:70)          | Kyrka med begravningsplats (1 byggnad) |        |          |       | 56.34573, 15.15436 |                | Ladda upp en till bild av denna byggnad |
| Bräkne-Hoby kyrka (Hoby 26:2)            | Kyrka med begravningsplats (1 byggnad) |        |          |       | 56.22542, 15.11758 |                | Ladda upp en till bild av denna byggnad |
| Bredåkra kyrka (Bredåkra kyrka 2:2)      | Kyrka med begravningsplats (1 byggnad) |        |          |       | 56.25405, 15.25108 |                | Ladda upp en till bild av denna byggnad |
| Edestads kyrka (Edestad 4:3)             | Kyrka med begravningsplats (1 byggnad) |        |          |       | 56.21730, 15.35978 |                | Ladda upp en till bild av denna byggnad |
| Eringsboda kyrka (Norra Eringsboda 1:85) | Kyrka med begravningsplats (1 byggnad) |        |          |       | 56.43648, 15.36569 |                | Ladda upp en till bild av denna byggnad |
| Förkärla kyrka (Förkärla 16:1)           | Kyrka med begravningsplats (1 byggnad) |        |          |       | 56.19664, 15.43451 |                | Ladda upp en till bild av denna byggnad |
| Heliga Kors kyrka (Ronneby 25:7)         | Kyrka med begravningsplats (1 byggnad) |        |          |       | 56.21176, 15.27847 |                | Ladda upp en till bild av denna byggnad |
| Hjortsberga kyrka (Hjortsberga 4:1)      | Kyrka med begravningsplats (1 byggnad) |        |          |       | 56.22429, 15.42352 |                | Ladda upp en till bild av denna byggnad |
| Kallinge kyrka (Kallinge kyrka 2:1)      | Kyrka (1 byggnad)                      |        |          |       | 56.24265, 15.29019 |                | Ladda upp en till bild av denna byggnad |
| Listerby kyrka (Listerby 1:5)            | Kyrka med begravningsplats (1 byggnad) |        |          |       | 56.19662, 15.40233 |                | Ladda upp en till bild av denna byggnad |
| Möljeryds kyrka (Möljeryd 2:42)          | Kyrka med kyrkotomt (1 byggnad)        |        |          |       | 56.31914, 15.28496 |                | Ladda upp en till bild av denna byggnad |
| Saxemara kyrka (Saxemara 1:53)           | Kyrka med begravningsplats (1 byggnad) |        |          |       | 56.16750, 15.23045 |                | Ladda upp en till bild av denna byggnad |
| Öljehults kyrka (Öljehult 2:39)          | Kyrka med begravningsplats (1 byggnad) |        |          |       | 56.41854, 15.04188 |                | Ladda upp en till bild av denna byggnad |

## Sölvesborgs kommun
| Namn                                             | Ursprunglig funktion                   | Byggår | Arkitekt | Plats | Läge               | Anläggnings-ID | Bild                                    |
| ------------------------------------------------ | -------------------------------------- | ------ | -------- | ----- | ------------------ | -------------- | --------------------------------------- |
| Gammalstorps kyrka (Gammalstorp 1:12)            | Kyrka med begravningsplats (1 byggnad) |        |          |       | 56.10810, 14.63011 |                | Ladda upp en till bild av denna byggnad |
| Mjällby kyrka (Mjällby 2:30)                     | Kyrka med begravningsplats             |        |          |       | 56.05060, 14.67813 |                | Ladda upp en till bild av denna byggnad |
| Sankt Nicolai kyrka (Pelikanen *5)               | Kyrka                                  |        |          |       | 56.05327, 14.58493 |                | Ladda upp en till bild av denna byggnad |
| Ysane kyrka (Ysane 15:35, Sankta Gertruds kyrka) | Kyrka med begravningsplats             |        |          |       | 56.09056, 14.64911 |                | Ladda upp en till bild av denna byggnad |